# 로지 라이언
윌프레드 패트릭 돌란 "로지" 라이언(영어: Wilfred Patrick Dolan "Rosy" Ryan, 1898년 3월 15일~1980년 12월 10일)은 미국의 프로 야구 선수로, 포지션은 투수였다. 1919년부터 1933년까지 메이저 리그 베이스볼(MLB)의 뉴욕 자이언츠, 보스턴 브레이브스, 뉴욕 양키스, 브루클린 다저스 등지에서 뛰었다.

## 아마추어 경력
미국 매사추세츠주 우스터 출신의 라이언은 고향에 있는 홀리 크로스 칼리지를 다녔다. 대학교 1학년 때 투수로 9승 2패의 성적을 거뒀고, 1918년에 피튼 필드에서 펼쳐진 다트머스 대학교와의 경기에서는 노히터를 기록하며 소속팀의 4–0 승리를 이끌었는데, 홀리 크로스 칼리지 선수로는 최초의 기록이었다. 이후 1920년에 대학교를 졸업했다.

## 프로 경력

### 커리어 초반(1919~1920)
1919년, 라이언은 인터내셔널 리그의 버펄로 바이슨스에서 뛰면서 15승 8패, 1.36의 평균자책점을 기록했고, 시즌 후반기에는 메이저 리그 팀 뉴욕 자이언츠의 부름을 받았다. 그해 9월 7일에 폴로 그라운즈에서 치러진 보스턴 브레이브스와의 더블헤더 2차전에서 선발투수로 메이저 리그 데뷔전을 치렀는데, 이 경기에는 후일 명예의 전당에 입성하는 보스턴의 래빗 매런빌과 뉴욕의 프랭키 프리시가 각 팀의 유격수로 출전했다. 라이언은 이 경기에서 5이닝 동안 8피안타 3자책점을 기록했으며, 소속팀 자이언츠는 브레이브스에게 4–2로 패했다. 그해 라이언은 뉴욕 자이언츠 소속으로 4경기를 뛰었다. 다음해인 1920년에는 토론토 메이플리프스에서 뛰며 인상적인 활약을 이어갔고, 이해에는 메이저 리그에서 3경기를 뛰었다.

### 전성기(1921~1924)
1921년 시즌 들어서 뉴욕 자이언츠의 주전을 차지한 라이언은 이해 36경기에서 147+1⁄3이닝을 소화하며 7승 10패, 3.73의 평균자책점을 기록했다. 특히 7월 4일부터 24일까지 3주의 기간 동안 4번의 완투승을 거뒀는데, 이중 7월 14일 경기에서는 상대팀 세인트루이스 카디널스의 6안타 중 3안타를 후일 명예의 전당에 입성하는 로저스 혼즈비가 쳐내는 와중에 10회까지 마운드를 책임지며 소속팀의 4–3 승리를 이끌었다. 이러한 활약에도 불구하고 라이언은 포스트시즌 경기에 출전하지 못했고, 소속팀 뉴욕 자이언츠는 1921년 월드 시리즈에서 베이브 루스가 속한 뉴욕 양키스를 꺾고 우승을 차지했다.

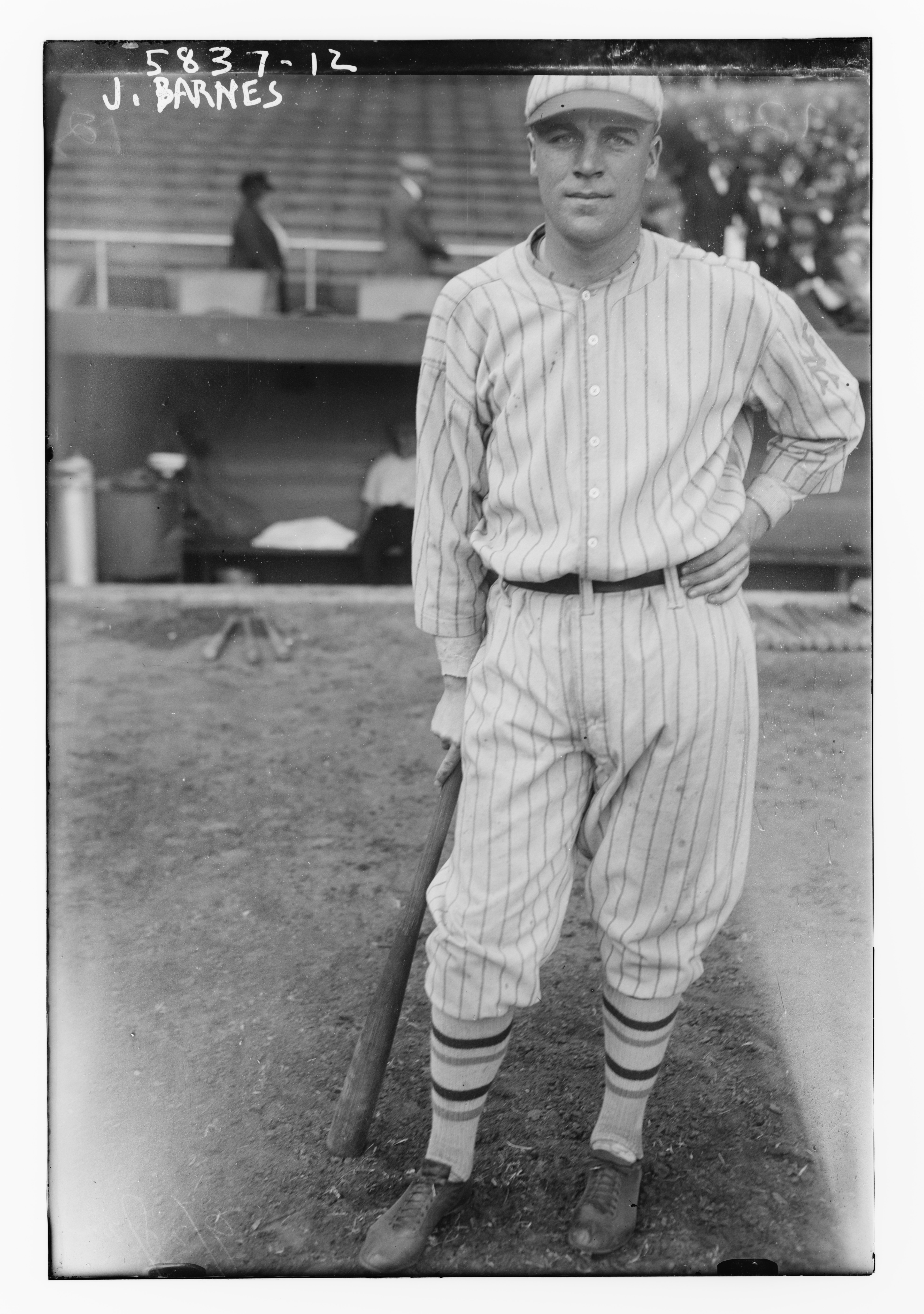
1922년 뉴욕 자이언츠 시절 라이언의 모습

라이언은 1922년과 1923년에 가장 뛰어난 성적을 거뒀다. 1922년에는 17승 12패와 함께 평균자책점 3.01로 이 부문 내셔널 리그 1위에 올랐으며, 1923년에는 내셔널 리그 투수 중 가장 많은 45경기에 등판하며 16승 5패의 성적을 올렸다. 또한 두 해 모두 월드 시리즈 1차전에 출전해 승리 투수가 되었다.
1922년 월드 시리즈에서 뉴욕 자이언츠는 지난해와 마찬가지로 뉴욕 양키스와 맞붙게 되었는데, 1차전에서 7회까지 점수 2–0으로 뒤지고 있었다. 라이언은 남은 2이닝을 책임지기 위해 마운드에 올랐고, 8회초에는 베이브 루스를 루킹 삼진으로 잡아냈다. 한편 자이언츠의 타선은 8회말에 상대팀 선발 불릿 조 부시를 무너뜨리고 3득점을 올리며 경기를 역전했고, 이후 양 팀에 점수가 나지 않으면서 자이언츠가 3–2로 승리를 거뒀다. 결국 뉴욕 자이언츠는 시리즈를 스윕하며 2년 연속 월드 시리즈 정상의 자리에 올랐다.
1923년 월드 시리즈에서는 뉴욕 자이언츠의 1차전 선발투수 뮬 왓슨이 첫 두 이닝 동안 3실점을 했고, 이후 마운드에 올라온 라이언이 7이닝을 책임지며 1점만을 허용해 소속팀의 5–4 승리에 기여했다. 그리고 상대팀에게 경기를 내준 4차전에서도 잠시 등판했고, 6차전에서도 선발투수 아트 네프와 교체되어 마운드에 올라왔다. 5차전까지 양키스가 3승 2패로 시리즈를 리드하고 있었고, 벼랑 끝에 몰린 자이언츠는 6차전에서 7회말이 끝날 때까지 4–1로 경기를 이기고 있었다. 하지만 8회에 네프가 주자 만루의 위기에서 밀어내기 볼넷을 내주며 1실점을 했고, 다시 1사 만루 상황에서 마운드는 라이언으로 교체되었다. 라이언은 자신이 상대하는 첫 타자 조 듀간에게 다시 밀어내기 볼넷을 허용해 점수는 4–3으로 좁혀졌지만, 다음 타자 루스를 삼진으로 잡아냈다. 그리고 2아웃 만루 상황에서 타석에 선 양키스의 밥 뮤젤이 적시타를 쳐내면서 세 명의 주자가 모두 홈에 들어왔고, 양키스가 6–4로 역전에 성공했다. 뉴욕 자이언츠는 8회말에 점수를 내지 못했고, 9회초에 라이언이 삼자범퇴 이닝을 만들었으나 자이언츠는 마지막 이닝에서도 점수를 뽑지 못했다. 이로써 라이언은 패전 투수가 되었고, 뉴욕 양키스는 구단 역사상 처음으로 월드 시리즈 우승을 차지했다.
라이언은 1924년에 37경기에 출전해 7승 6패의 성적을 거뒀고, 소속팀 자이언츠는 7차전까지 가는 승부 끝에 1924년 월드 시리즈에서 워싱턴 세너터스에게 시리즈를 내주며 준우승에 머물렀다. 라이언은 시리즈 3차전에서 구원 등판해 4+2⁄3이닝을 소화하며 2실점했고, 타석에서는 4회 투수 앨런 러셀을 상대로 우측 담장을 넘기는 솔로 홈런을 때려냈다. 자이언츠는 이 경기를 6–4로 승리했다. 이로써 라이언은 월드 시리즈에서 홈런을 친 역대 두 번째 투수이자 구원투수로는 첫 번째로 기록되었다.

### 이후의 커리어(1925~1938)

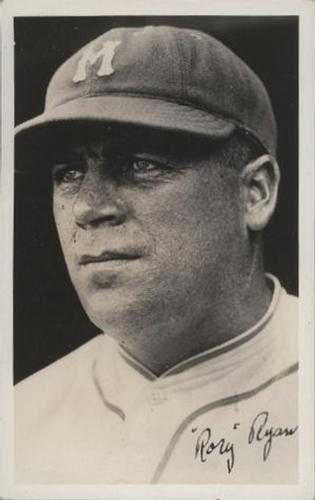
라이언이 미니애폴리스 밀러스 유니폼을 입고 있는 모습이 담긴 1932년 담배 야구 카드

1925년 시즌이 시작되기 전, 라이언은 팀 맥나마라의 맞상대로 트레이드되어 보스턴 브레이브스로 이적했고, 그해 보스턴에서 37경기에 출전해 2승 8패, 6.31의 평균자책점을 기록했다. 1926년에도 시즌 첫 7경기에서 7.58의 평균자책점을 기록하는 등 부진을 벗어나지 못하면서 마이너 리그 팀 털리도 머드헨스로 강등되어 1928년 시즌까지 그곳에서 머물렀다. 1928년 시즌 후반기에 뉴욕 양키스 선수단에 합류했으나, 그해 메이저 리그에서 3경기에 출전해 6이닝 동안 11자책점을 기록하며 뚜렷한 성적을 거두지 못했다. 이후 4시즌은 마이너 리그에서 보냈는데, 1929년과 1930년은 밀워키 브루어스에서, 1931년은 털리도 머드헨스에서, 1932년은 미니애폴리스 밀러스에서 뛰었다. 1933년에 다시 메이저 리그에서 충분한 경기 출전을 보장받았는데, 브루클린 다저스 소속으로 30경기에 출전해 4.55의 평균자책점을 나타냈다. 1934년부터 1936년까지는 다시 미니애폴리스에서 뛰었고, 다시 메이저 리그로 복귀하지는 못했다.
1937년과 1938년, 라이언은 케이프 코드 베이스볼 리그에 참가하고 있는 팀 팰머스에서 뛰었다. 1937년에는 1경기에만 출전했지만, 다음해인 1938년에는 자신의 '크게 휘어지는 커브'를 활용하며 소속팀이 리그 타이틀을 차지하는 데에 기여했다.

## 지도자 경력과 말년
라이언은 1941년과 1942년에 마이너 리그 팀 오클레어 베어스, 1944년부터 1946년까지는 미니애폴리스 밀러스의 감독을 맡았다. 이후 마이너 리그 팀 단장을 역임하기도 했다. 1960년에는 홀리 크로스 체육 명예의 전당에 헌액되었고, 1961년에는 마이너 리그 베이스볼에서 수여하는 킹 오브 베이스볼에도 선정되었다.
라이언은 1980년에 82세의 나이로 애리조나주 스코츠데일에서 사망했다.